# Бейт-Нир
Бейт-Нир (ивр. בֵּית נִיר‎) — израильский кибуц, расположенный в районе Хевель-Лахиш, принадлежащий движению «Национальный кибуц Ха-шомер ха-цаир». Административно относится к региональному совету «Йоав». В 2020 году его население составляло 609 человек.
Назван в честь Макса Исидора Боденхеймера (согласно переводу его имени с немецкого на иврит), одного из первых помощников Беньямина Зеэва Герцля, одного из основателей Сионистской организации и первых директоров Еврейского национального фонда.
Кибуц расположен в непосредственной близости от нескольких крупных археологических памятников Иудейской низменности. Примерно в километре к югу от него находится Тель-Борна, который отождествляется с библейским городом Левана, а примерно в километре к северо-западу от него находится Харват-Дахрин, который отождествляется с крупным талмудическим городом Кфар-Дихрин.

## История

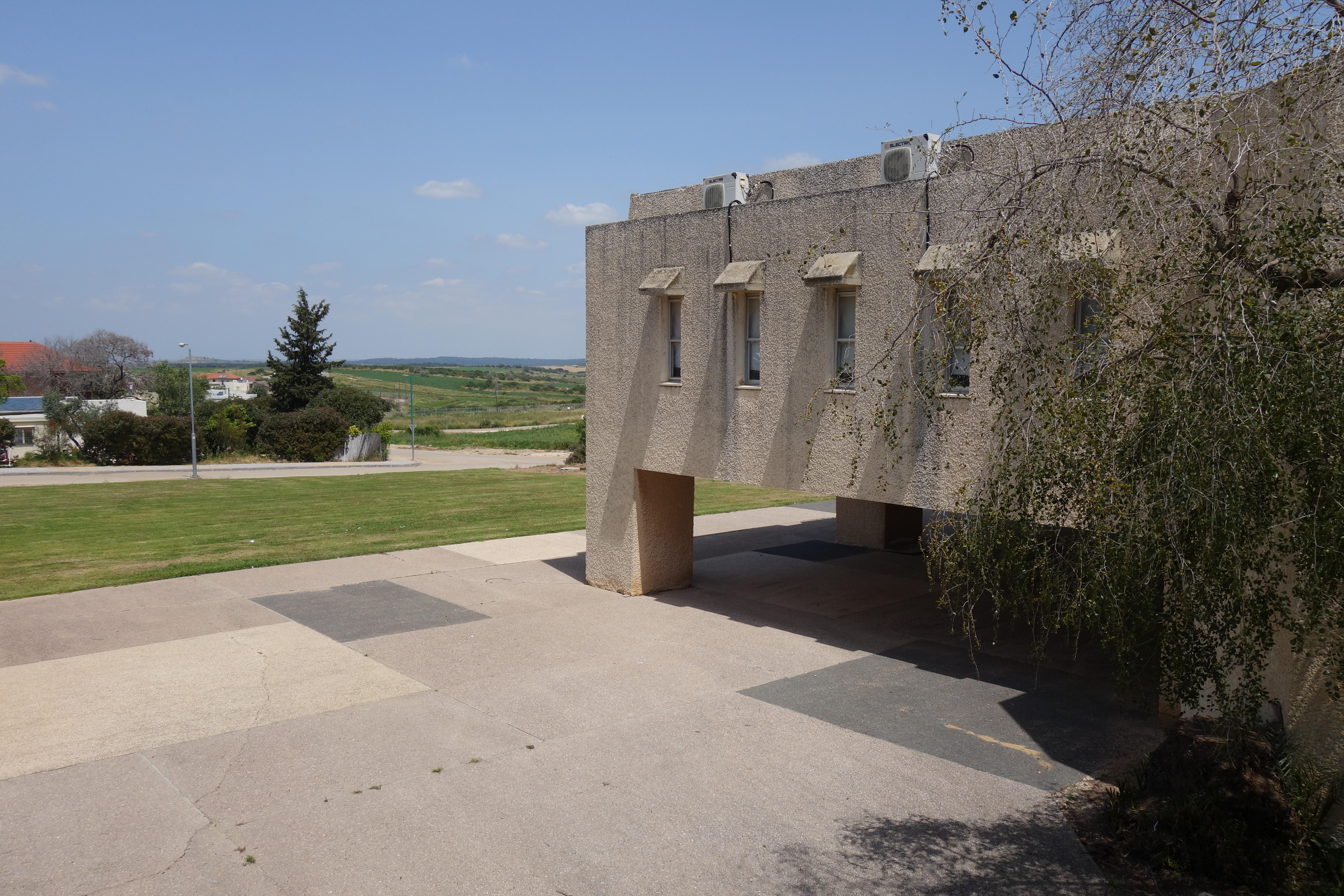
Столовая кибуца

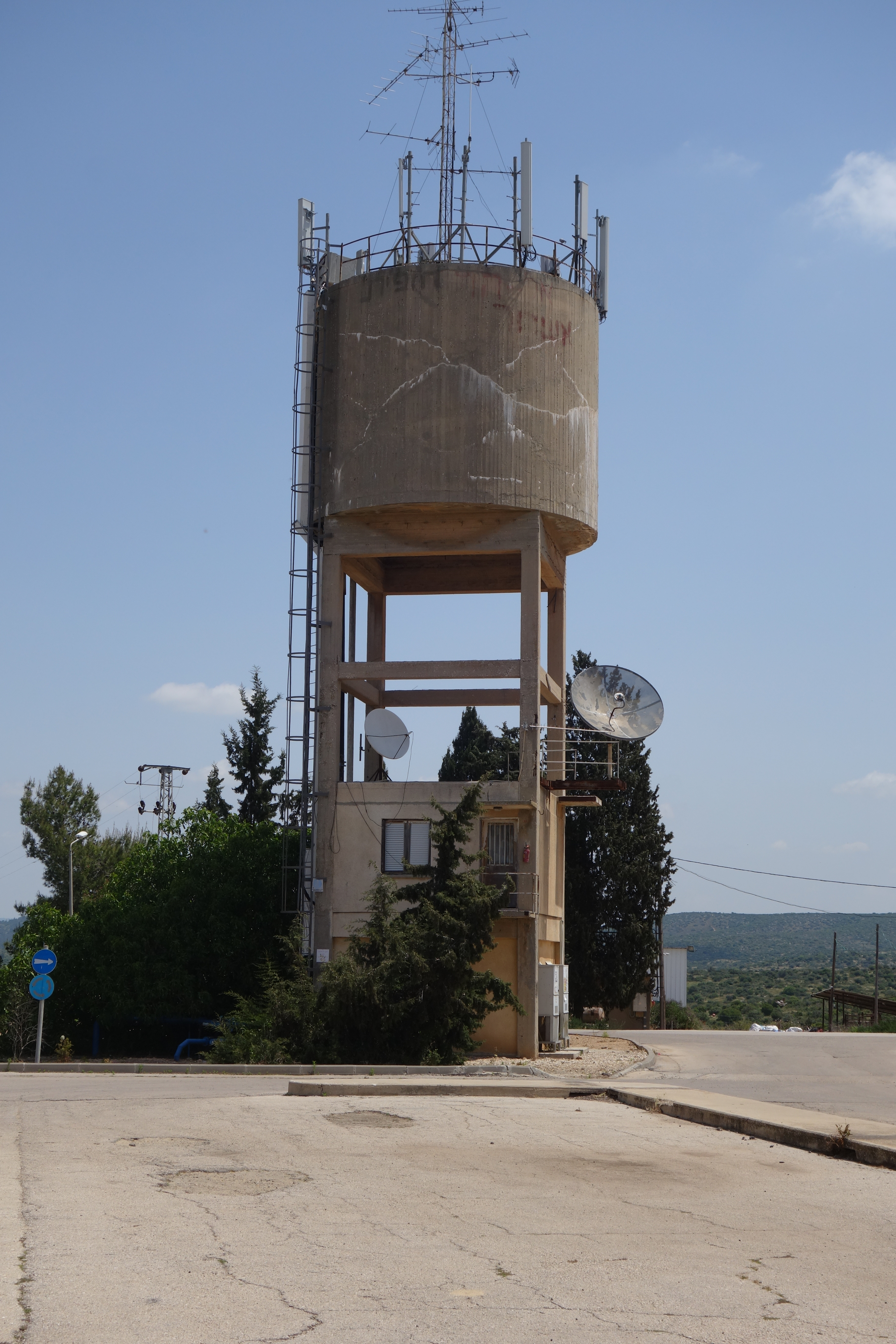
Водонапорная башня в кибуце

Поселение было впервые основано в июле 1955 года как кооперативное мошав группой беспартийных граждан Израиля, фермеров из района Ришон-ле-Цион и Беэр-Яакова. В поселении занимались разведением скота, а к роли «ковбоев» жители относились романтично, и были вывески: «Таверна», «Бар» и «Шериф». Там жили одна семейная пара, а также парни и несколько девушек.
Там возникли серьёзные социальные трудности, по одной версии из-за раскола на две конкурирующие группы, а по другой версии — из-за единоличного правления одного из жителей. В любом случае, большинство жителей ушли из мошава, и осталось только 13 из них. 10 октября 1956 года 9 из них сообщили региональному совету, что покидают это место и не несут больше за него ответственность. В результате совет принял решение передать это место движению Ха-шомер ха-цаир, которое претендовало на получение места под кибуц. Четверо оставшихся членов не сдались и попытались собрать ещё одно ядро мошава. Примерно через неделю 10 человек проникли на место без разрешения отдела поселений, в конце концов они были эвакуированы при вмешательстве полиции, и в тот же день место было передано ядру «Ха-Шомер ха-Цаир». Постоянное ядро ха-шомер ха-цаир прибыло на землю будущего кибуца 11 августа 1957 года.

## Экономика
Экономика кибуца опирается в основном на сельское хозяйство и разделена на несколько отраслей: полевые культуры и плантации. В кибуце имеется очень большая отрасль полевых культур, которая включает в себя такие культуры как пшеница и сорго, и такие орошаемые культуры, такие как хлопок. Полевые культуры распространены на больших площадях (более 10 000 дунамов) и являются частью экономики кибуца. Помимо полевых культур, в кибуце также есть фруктовые сады и оливковые рощи.
Скотоводство
Скотоводство было неотъемлемой частью кибуца с момента его основания. В кибуце имеется большое стадо крупного рогатого скота, насчитывающее около 700 коров, которые пасутся на пастбищах, окружающих кибуц.
Оливковое масло
В кибуце есть мельница, которая производит высококачественное оливковое масло из оливок с оливковы плантаций кибуца и других производителей.
Фабрика «Генир»
В кибуце есть совместный завод с кибуцем Гат под названием «Генир», который производит натуральные соки и различные фруктовые продукты для местного рынка и на экспорт. На местном рынке соки продаются под брендом «Примор», который был создан совместно с Гатом, а в 2007 году в партнерство вступил и кибуц Ган-Шмуэль. Завод был основным источником дохода кибуца.
Помимо отраслей сельского хозяйства и производства, в кибуце также есть ряд обслуживающих предприятий, обслуживающих жителей кибуца и его окрестностей, например гараж и минимаркет.

## Галерея

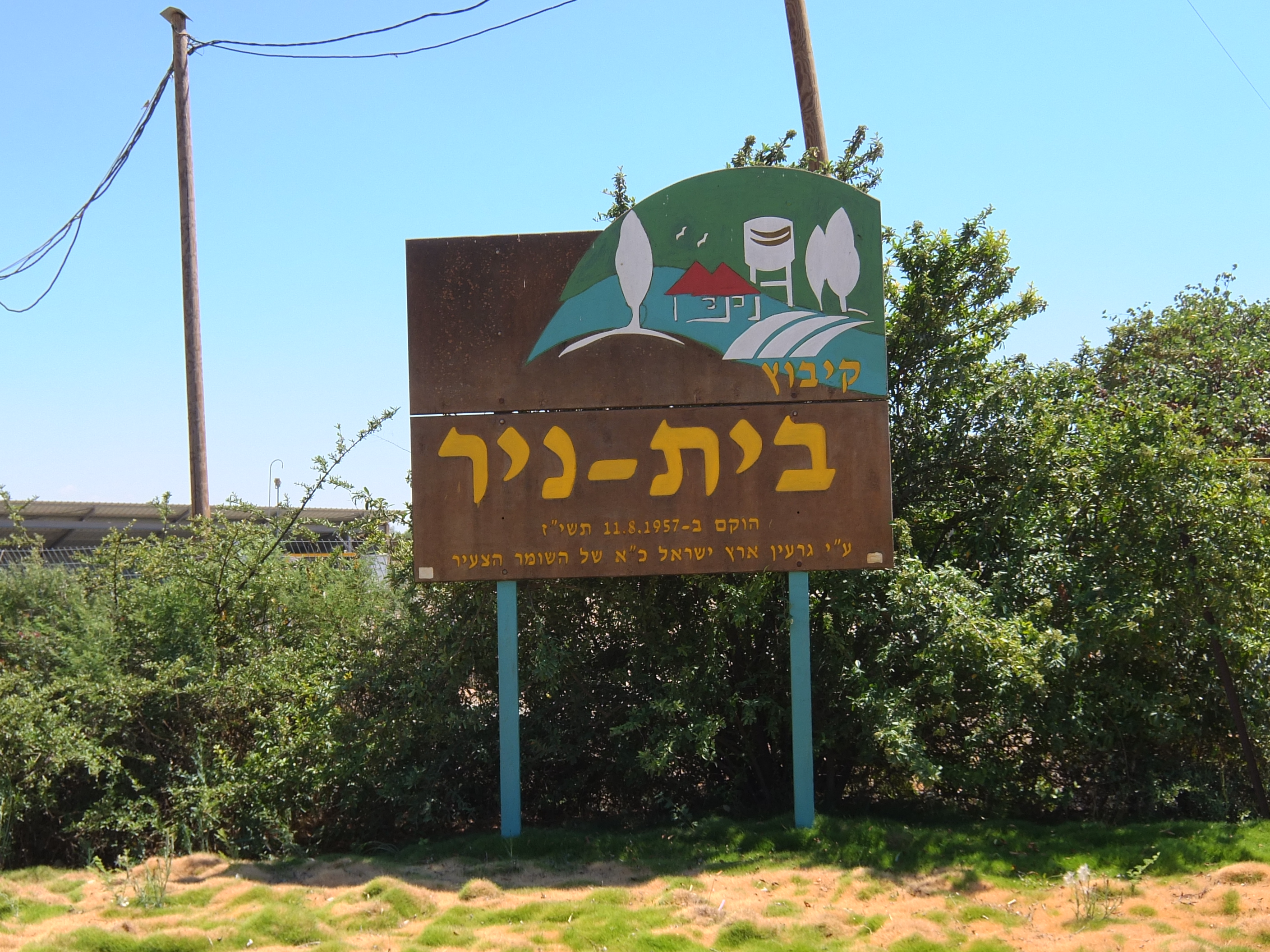
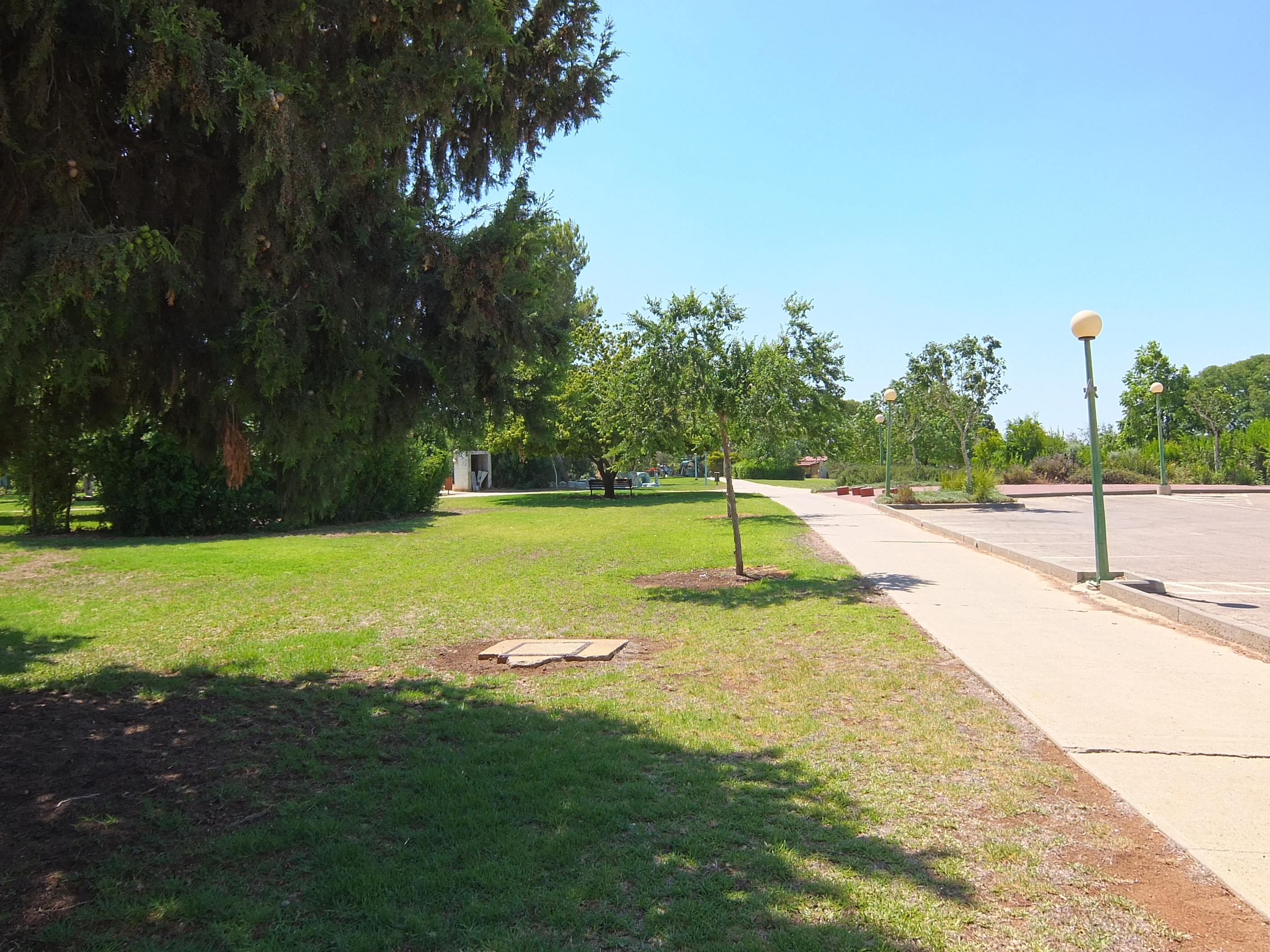
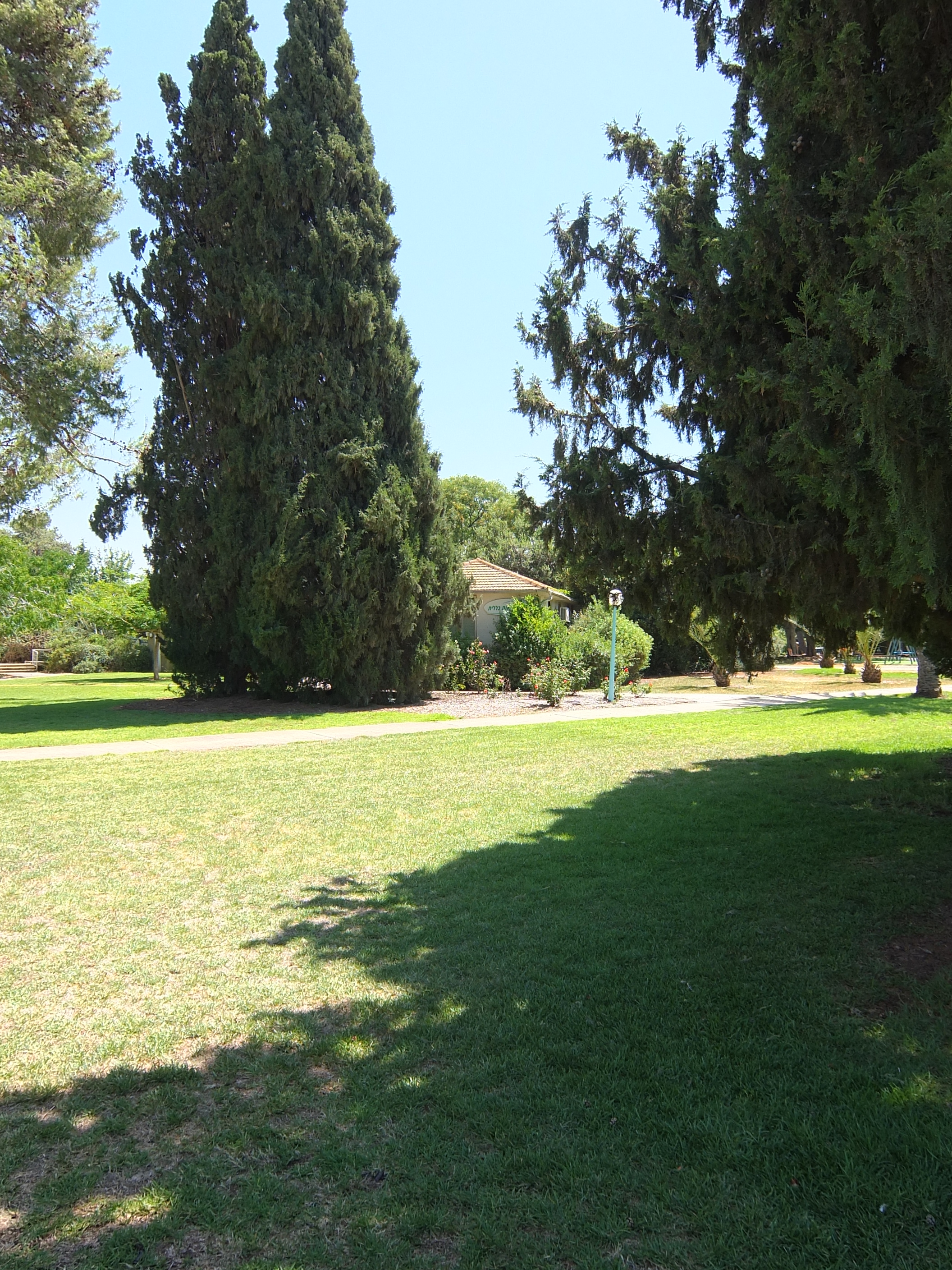
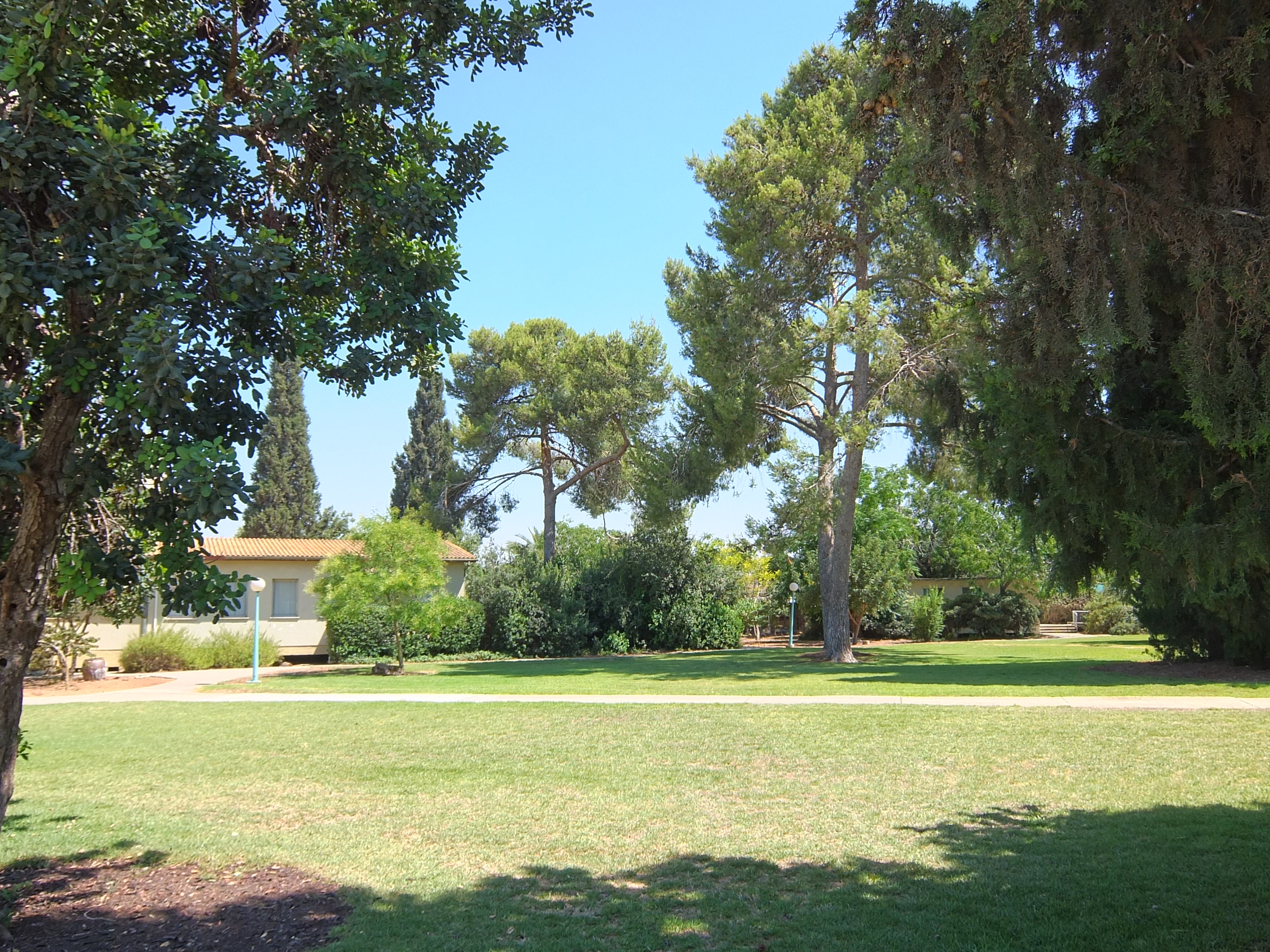
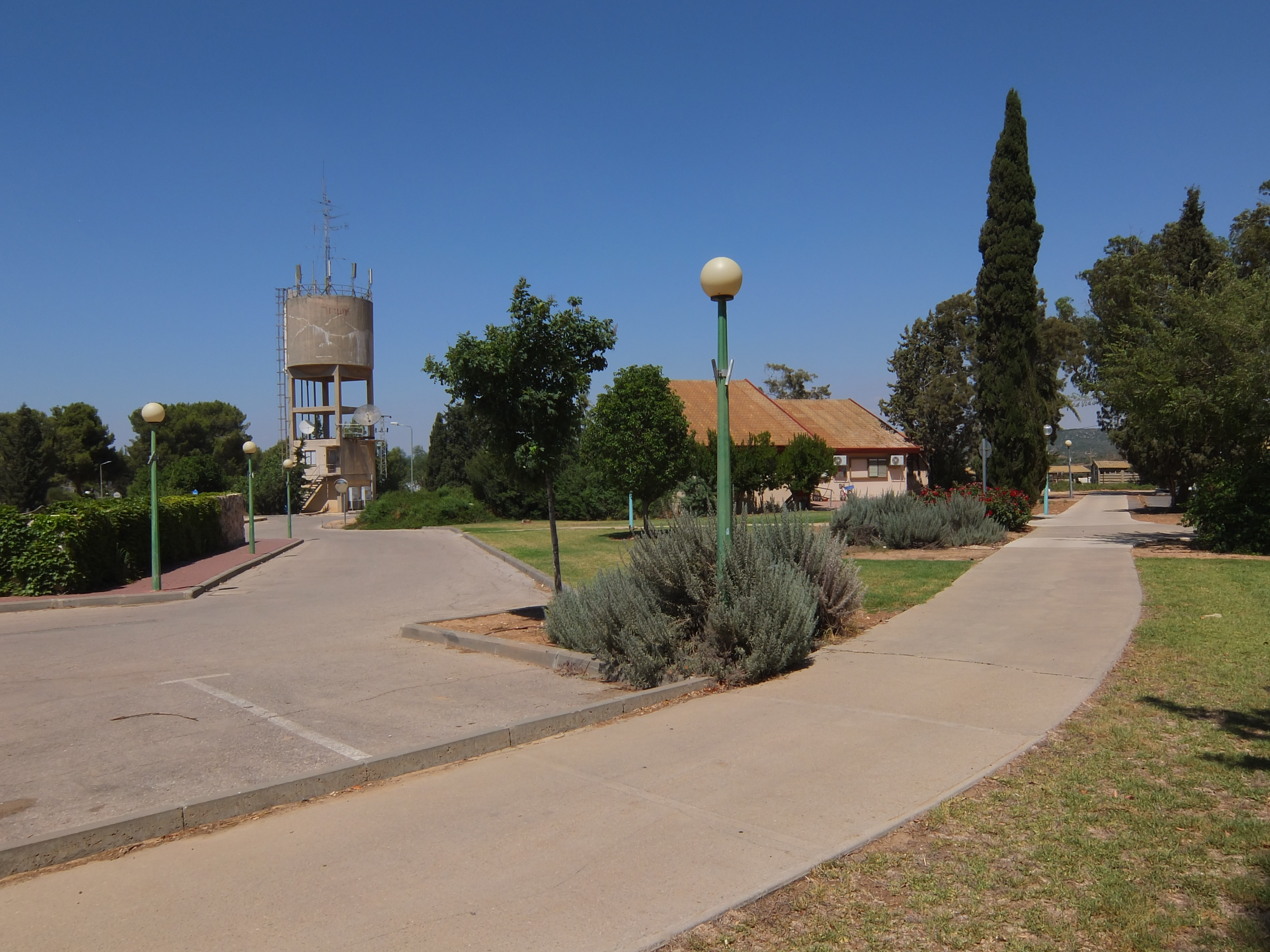

## Население
По данным Центрального статистического бюро Израиля, население на начало 2020 года составляло 609 человек.